# CottageMed
Cottage Med es un software de código abierto, de historia clínica electrónica que utiliza como motor de base de datos a File Maker, fue creado por Caring in Community 501(c)3, una organización sin fines de lucro de Massachusetts hill town.
CottageMed se inició su desarrollo en 1999 de la mano de un médico joven, Stefan Topolski, que abrió su clínica privada en Johnstown, Pennsylvania. Comparte sus raíces (de desarrollo de software)con Dr. Howard Zwerling que inició experimentando con Historia clínica electrónica en entornos de programación APPLE Hypercard. A Diferencia del software TkFP del Dr. Alexander Caldwell, y otros software completamente de código abierto; que sufrieron de una pobre aceptación, debido a altos requerimientos técnicos para su instalación, CottageMed escogió un motor de base de datos propietario (File Maker)para una instalación más fácil y una mayor aceptación por parte de los médicos. A lo largo de los años, aproximadamente una docena de médicos y programadores de la comunidad de File Maker han participado directamente en su desarrollo.

En el 2002, CottageMed se transformó en el primer software de Historia Clínica Electrónica, de distribución gratuita, en ser tanto multiplataforma (PC, MAC y Linux); como de código abierto. Tiene soporte para todos los navegadores de internet, de acuerdo a los estándares de código abierto (Chrome, Safari, Internet Explorer, Opera, y más). Filemaker, el programa de soporte invisible, es un motor de bases de datos muy popular (de Apple / Clarisworks), reconocido por su interfaz de usuario avanzada, características de diseño que soportan sistemas complejos, mediante "rápidos ciclos de desarrollo" . CottageMed ha sido desarrollado a través de "en vivo", mediante un proceso llamado "mejoramiento de la calidad continuo y reiterativo". Los médicos lo programan mientras ven sus pacientes, simultáneamente.
CottageMed es uno de los software de HCE desarrollada a través de prueba y revisión constante, por médicos en la práctica clínica diaria. Es popular entre las clínicas pequeñas y medianas, que requieren una instalación fácil (clicar y arrastrar), una rápida curva de aprendizaje, y una más fácil, migración "del papel a la computadora" (expedientes médicos físicos, hojas de trabajo en papel, etc.). Se promueve así mismo como un software de historia clínica electrónica, sin fines de lucro; no se comercializa para los líderes empresariales del negocio médico (pacientes y médicos con exceso de trabajo). Se distribuye directamente a los médicos, sin costo alguno, como un software alternativo (HCE). También se describe como una "herramienta clínica pura" , que incluye hasta facturación de los servicios médicos prestados; pero no como una herramienta de negocios (Cultura médica norteamericana centrada en los negocios/ganancias).
Actualmente, se reportan más de 10,000 descargas (estadísticas de SourceForge) desde 2003; incluyendo, médicos jóvenes en la práctica médica privada en países desarrollado y en vías de desarrollo, clínicas de salud mental, instalaciones penitenciarias, y proyectos de la ONU en Laos y USAID en África. CottageMed recibió el Premio de Servicio a la comunidad de Filemaker, en el 2007.[4] Los médicos-usuarios utilizan muchas de las instalaciones y realizan modificaciones ilimitadas al programa. La interfaz de programación de Filemaker se caracteriza por su amplia capacidad de realizar adecuaciones, de manera muy fácil (señalas y haces click); y su facilidad de uso, que se remonta a las características ideales de las interfaces de usuario, que promulgaron en su tiempo Xerox y Apple.
CottageMed está actualmente, en desarrollo activo, con versiones internacionales en idioma español, así como una versión Beta en italiano, hebreo y otros idiomas. Desde 2010, "el movimiento para la reforma de la salud en Estados Unidos" (the health care reform movement in the United States of America), promueve el uso de estándares proporcionados por el gobierno federal, para regular el diseño de historias clínicas electrónicas, y hace énfasis en su uso por parte de los médicos. This has markedly altered Caring in Community's marketing of CottageMed and its installed user base. CottageMed permanece como una herramienta popular de transferencia de tecnología y desarrollos de proyectos en muchos países, por su diseño simple y facilidad de uso complementario, en sistemas con bajas prestaciones e infraestructuras limitadas.

## Componentes de CottageMed
CottageMed consiste en una serie de plantillas ( 22 archivos de base de datos); cada uno de los cuales presenta un diseño personalizado y una base de datos propia, los cuales son intercambiables, dependiendo de la especialidad médica o la preferencia del usuario. Filemaker proporciona el motor de la base de datos para operar éstos 22 archivos, como si fueran un solo archivo consolidado (HCE). El servidor de Filemaker puede distribuir CottageMed hasta un máximo de 200 usuarios simultáneos; aunque técnicamente, este número puede ser aumentado a una escala mayor (Filemaker Corporation).

## Características
- Funciones básicas de cuentas de contabilidad
- Acceso completo y flexible a todos los campos de datos
- Presenta una poderosa función de búsqueda, que da acceso a cualquier campo de datos
- Genera informes de una forma rápida y flexible
- Opciones ASP ()
- Soporte para redes inhalámbricas y dispositivos portátiles (PDA)
- Es complatible con todo los hardwares desde 1997 al presente (que usen Filemaker versión 5 en adelante)
- Escritura de recetas médicas automatizada
- Soporta ampliamente, exploración de datos epidemiológicos
- Puede soportar más de 200 usuarios simultáneos (Filemaker Server)
- Soporte para notas manuscritas
- Dictado de notas directamente al chart con Dragon© Naturally Speaking
- Soporte para fotos, videos, placas radiológicas y ultrasonidos, en todos los formatos de código abierto.

## Lecturas Sugeridas
- Purchasing an Affordable Electronic Record. Spikol, Louis. Fam Pract Manag. 2005 Feb; 12(2):31-4
- Improving the Medical Home through an Understanding of Complex Systems. Topolski, S. PrimaryCare. 2010; 10(19):371-374

- Datos: Q16553422